# 2 Геркулеса
2 Геркулеса (лат. 2 Herculis), HD 142780 — двойная звезда в созвездии Геркулеса на расстоянии приблизительно 663 световых лет (около 203 парсек) от Солнца. Видимая звёздная величина звезды — +5,378m.

## Характеристики
Первый компонент — красный гигант спектрального класса M1, или M3IIIBa0,3, или M3III, или M4, или Ma. Масса — около 2,98 солнечных, радиус — около 109,618 солнечных, светимость — около 1071,386 солнечных. Эффективная температура — около 3500 K.
Второй компонент — белый карлик.

## Планетная система
В 2019 году учёными, анализирующими данные проектов HIPPARCOS и Gaia, у звезды обнаружена планета.